# Джими Уейлс
Джѝми До̀нал Уѐйлс (на английски: Jimmy Donal Wales), известен също с псевдонима Джѝмбо (на английски: Jimbo), е американски предприемач, съосновател на Уикипедия и на сайтовете Фендъм, по-рано известни като Уикия. Уейлс е член на управителния съвет на Фондация Уикимедия, заемащ специалното място „основател на общността“ в съвета.

## Биография
Роден е на 7 август 1966 г. в град Хънтсвил, щата Алабама. Баща му е бил управител на бакалница, а майка му е ръководила частно независимо училище, където Джими получава началното си образование. Завършва финансово управление в университета в Оберн в Алабама. По-късно живее в Сейнт Питърсбърг, щата Флорида.

## Уикипедия
За проектите на Wikipedia Fondation Джимбо казва, че това е „опит да се създаде и разпространи свободна многоезична енциклопедия от възможно най-високо качество на роден език за всеки един човек на планетата“. Името на проекта „Уики“ произлиза от хавайската дума уики-уики, която означава буквално бързо-бързо, както се нарича и автобусна линия на международното летище в Хонолулу.
| „           | Представете си един свят, където всеки човек на планетата има достъп до цялото човешко познание. Да създам и доставя свободна енциклопедия с най-високо възможно качество до всеки отделен човек на тази планета на неговия собствен език – това съм аз. Това правя. Това е целта на моя живот. | “ |
| Джими Уейлс | |   |

През 2009 година Уейлс посещава България по покана на актрисата и водещ на предаването „Нощни птици“ по БНТ Искра Ангелова. По време на гостуването си Уейлс изнася лекция за интернет и свободата на словото и се среща с българските редактори в Уикипедия.